# 11 Rooms For Sky
『11 Rooms For Sky』（イレブン・ルームス・フォー・スカイ）は、HOUND DOGが2004年にリリースした、前作「Big Dipper」から1年2か月ぶり20枚目のオリジナル・アルバム。

## 解説
先行シングル「泣くなよ」、MINDシングル「たったひとつの愛のうた」を収録した全11曲。基本的に一発録音を手掛けたという。アルバムタイトルの意味は「曲の中に、大々的に、もしくはほのやかに見えてくるいろいろな空のために、11曲作った」という。

## 収録曲
全編曲（8以外）：Frank Fu
1. RICKY'S BARへようこそ　[4:28]
  - 作詞：大友康平、Frank Fu
  - 作曲：Frank Fu
2. 空を見ろよ　[5:16]
  - 作詞：Frank Fu
  - 作曲：八島順一、Frank Fu
3. たったひとつの愛のうた　[5:06]
  - 作詞：大友康平、Frank Fu
  - 作曲：八島順一、蓑輪単志、Frank Fu
  - ミュージック・ビデオの監督は、小田和正[3][4]。
4. こなごな　[4:29]
  - 作詞：大友康平、Frank Fu
  - 作曲：Frank Fu
5. 泣くなよ　[4:55]
  - 作詞：大友康平、Frank Fu
  - 作曲：Frank Fu
  - ミュージック・ビデオの監督は、井筒和幸[5]。
6. 新宿4:00 a.m.　[2:18]
  - 作曲：西山毅、Frank Fu
7. ROCK ON　[4:31]
  - 作詞：大友康平
  - 作曲：蓑輪単志、鮫島秀樹、橋本章司、Frank Fu
8. MILES AWAY　[5:11]
  - 作詞：大友康平
  - 作曲：鈴木キサブロー
  - 編曲：葉山たけし
9. ラブレタア　[4:10]
  - 作詞：大友康平、Frank Fu
  - 作曲：蓑輪単志、Frank Fu
10. DESPERADO　[4:23]
  - 作詞：大友康平
  - 作曲：八島順一
11. Sky dogのテーマ　[3:48]
  - 作曲：大友康平、八島順一、Frank Fu
  - レコーディングでは10分間におよぶ演奏になったという[3]。

## ミュージシャン

### HOUND DOG
- 大友康平：リードボーカル
- 八島順一：ギター
- 西山毅：ギター
- 蓑輪単志：キーボード
- 鮫島秀樹：ベース
- 橋本章司：ドラム

### アディショナル・ミュージシャン
- Frank Fu：ギター、シンセ
- 葉山たけし：サウンド・プログラム、ギター
- 徳永友美:ストリングス
- あんどうえま（漢字不明）：ストリングス
- 青木史子：ストリングス
- 松本卓以：ストリングス